# Eva Peters

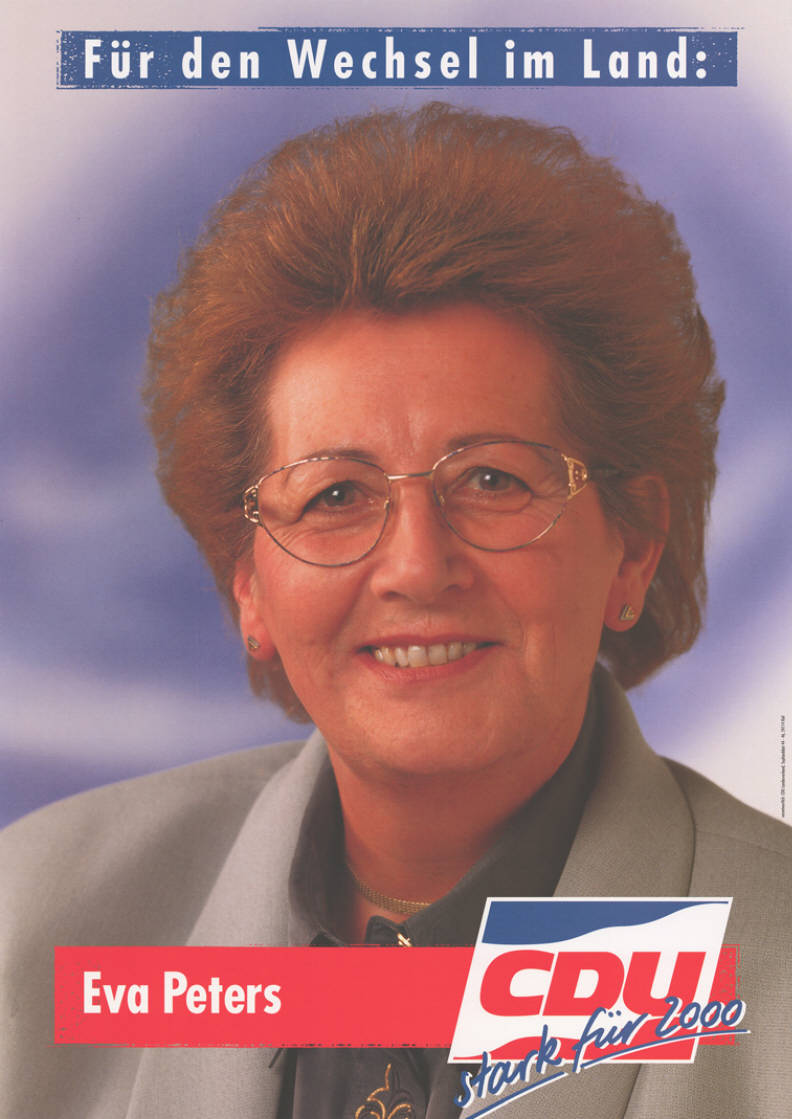
Kandidatenplakat zur Landtagswahl in Schleswig-Holstein 1996

Eva Peters (* 27. Juni 1939 in Köslin als Eva Westhäusler) ist eine deutsche Politikerin (CDU).

## Leben
Peters besuchte die Realschule und die höhere Handelsschule und machte eine Ausbildung zur Sekretärin. Sie war als Hausfrau tätig.

## Politik
Im Jahr 1974 wurde Peters Mitglied der CDU, bei der sie stellvertretende Ortsvorsitzende in St. Michaelisdonn, stellvertretende Kreisvorsitzende in Dithmarschen und Mitglied des Kreisvorstandes der Frauenunion war. Sie war Mitglied der Gemeindevertretung und von 1980 bis 1990 Bürgermeisterin der Gemeinde St. Michaelisdonn, ferner Mitglied der Schulverbandsversammlung, des Amtsausschusses und des Dithmarscher Kreistages. Von 1988 bis 2000 saß sie im Landtag von Schleswig-Holstein, wo sie von 1992 bis 1996 stellvertretende Vorsitzende der CDU-Landtagsfraktion war. Zuletzt wurde sie im Landtagswahlkreis Dithmarschen-Süd direkt gewählt.

## Auszeichnungen
- 2000: Bundesverdienstkreuz am Bande